# Festivali (album)
Festivali je drugi studijski album glasbene skupine Pepel in kri, ki je izšel leta 1979 pri založbi RTV Ljubljana.

## Seznam skladb
| A stran | A stran                                                    | A stran |
| Št.     | Naslov                                                     | Dolžina |
| ------- | ---------------------------------------------------------- | ------- |
| 1.      | „Tu je Dalmacija‟ (T. Hrušovar/D. Velkaverh/D. Žgur)       | 3:55    |
| 2.      | „Pesem za dinar‟ (T. Hrušovar/D. Velkaverh/D. Žgur)        | 3:25    |
| 3.      | „Samo tvoje ime znam‟ (T. Hrušovar/D. Velkaverh/D. Žgur)   | 3:51    |
| 4.      | „Lepo je doma‟ (L. Klunther/D. Velkaverh/J. Golob)         | 2:55    |
| 5.      | „Reggae na deževen dan‟ (T. Hrušovar/D. Velkaverh/D. Žgur) | 3:50    |

| B stran | B stran                                                           | B stran |
| Št.     | Naslov                                                            | Dolžina |
| ------- | ----------------------------------------------------------------- | ------- |
| 1.      | „Superman‟ (T. Hrušovar/T. Hrušovar/D. Žgur)                      | 3:30    |
| 2.      | „Mala Ana‟ (N. Kipner/D. Velkaverh/O. Pestner)                    | 3:20    |
| 3.      | „U meni živiš ti‟ (T. Hrušovar/D. Velkaverh/D. Žgur)              | 3:37    |
| 4.      | „Nihče ne ve, še najmanj ti‟ (N. Kipner/D. Velkaverh/T. Hrušovar) | 3:00    |
| 5.      | „Ves svet naj ljubi‟ (T. Hrušovar/D. Velkaverh/D. Žgur)           | 4:30    |

## Zasedba

### Pepel in kri
- Alenka Ivančič
- Borut Kocjan
- Branko Robinšak
- Ditka Haberl
- Palmira Klobas
- Edvin Fliser
- Peter Izlakar
- Simona Sila
- Tadej Hrušovar
- Zvezdana Sterle